# Uroxys transversifrons
Uroxys transversifrons là một loài bọ cánh cứng trong họ Bọ hung (Scarabaeidae).